# BEIR Committee
Das BEIR Committee, voller Name National Academy of Sciences Advisory Committee on the Biological Effects of Ionizing Radiation ist eine von der US-amerikanischen Akademie der Wissenschaften gebildete Arbeitsgruppe aus Medizinern und Physikern, die sich mit den Gesundheitsrisiken von ionisierenden Strahlen im Niedrigdosisbereich befasst und in unregelmäßigen Abständen Berichte veröffentlicht. BEIR I (veröffentlicht 1972) sollte im Auftrag der Environmental Protection Agency die Frage beantworten, inwieweit niedrigdosierte Strahlenexpositionen aus Atomtests und Kernkraft-Störfällen die Bevölkerung gefährden. Die damaligen Einschätzungen wurden mehrfach revidiert. Bis heute sind die BEIR-Berichte eine wesentliche Grundlage der internationalen Strahlenschutzregeln, unter anderem auch der in Deutschland geltenden Grenzwerte nach Strahlenschutzverordnung.